# Kertesziomyia velutina
Kertesziomyia velutina är en tvåvingeart som först beskrevs av Sack 1926.  Kertesziomyia velutina ingår i släktet Kertesziomyia och familjen blomflugor. Inga underarter finns listade i Catalogue of Life.